# SV Bad Buchau
Der Sportverein 1848 Bad Buchau e. V. ist ein deutscher Sportverein mit Sitz in dem baden-württembergischen Kurort Bad Buchau im Landkreis Biberach. Der Verein ist durch seine Männer-Mannschaft im Fußball bekannt, welche von 1947 bis 1950 in der zu dieser Zeit zweitklassigen Landesliga Südwürttemberg spielte.

## Geschichte
Der Verein wurde bereits im Jahr 1848 gegründet. Erstmals überregional bekannt wurde der Verein nach dem Ende des Zweiten Weltkriegs in der Saison 1947/48, in der die erste Fußball-Mannschaft in die zu dieser Zeit noch zweitklassige Landesliga Südwürttemberg aufstieg. Mit 16:20 Punkten schloss der Verein die Spielzeit hier in der Gruppe Süd auf dem siebten Platz ab. Nach der Saison 1948/49 gelang mit 22:18 dann sogar der vierte Platz in der Gruppe. Nach der Saison 1949/50 wurde die Liga schließlich aufgelöst. Nach der Einführung der nun drittklassigen 1. Amateurliga ging es somit direkt runter in eine der viertklassigen 2. Amateurligen.
In der Saison 2013/14 spielte Bad Buchau nochmals für eine Saison in der Landesliga Württemberg, seit 2022 spielt der Verein in einer Spielgemeinschaft mit dem SV Oggelshausen und SV Kanzach auf Kreisligaebene.